# Язирци
Язирци (на македонска литературна норма: Jазирци) е бивше село в Община Бутел на Северна Македония.

## География
Селото е било разположено в областта Църногория, северно от Скопие в подножието на Скопска Църна гора, южно от село Люботен, на Язирската река, ляв приток на Радишката река.

## История
В края на XIX век Язирци е село в Скопска каза на Османската империя. Според статистиката на Васил Кънчов („Македония. Етнография и статистика“) към 1900 година в селото живеят 145 арнаути мохамедани.
След Междусъюзническата война в 1913 година селото попада в Сърбия.
На етническата си карта от 1927 година Леонард Шулце Йена показва Язирце (Jazirce) като албанско село.
На етническата си карта на Северозападна Македония в 1929 година Афанасий Селишчев отбелязва Язирце като албанско село.